# Bruno Alves

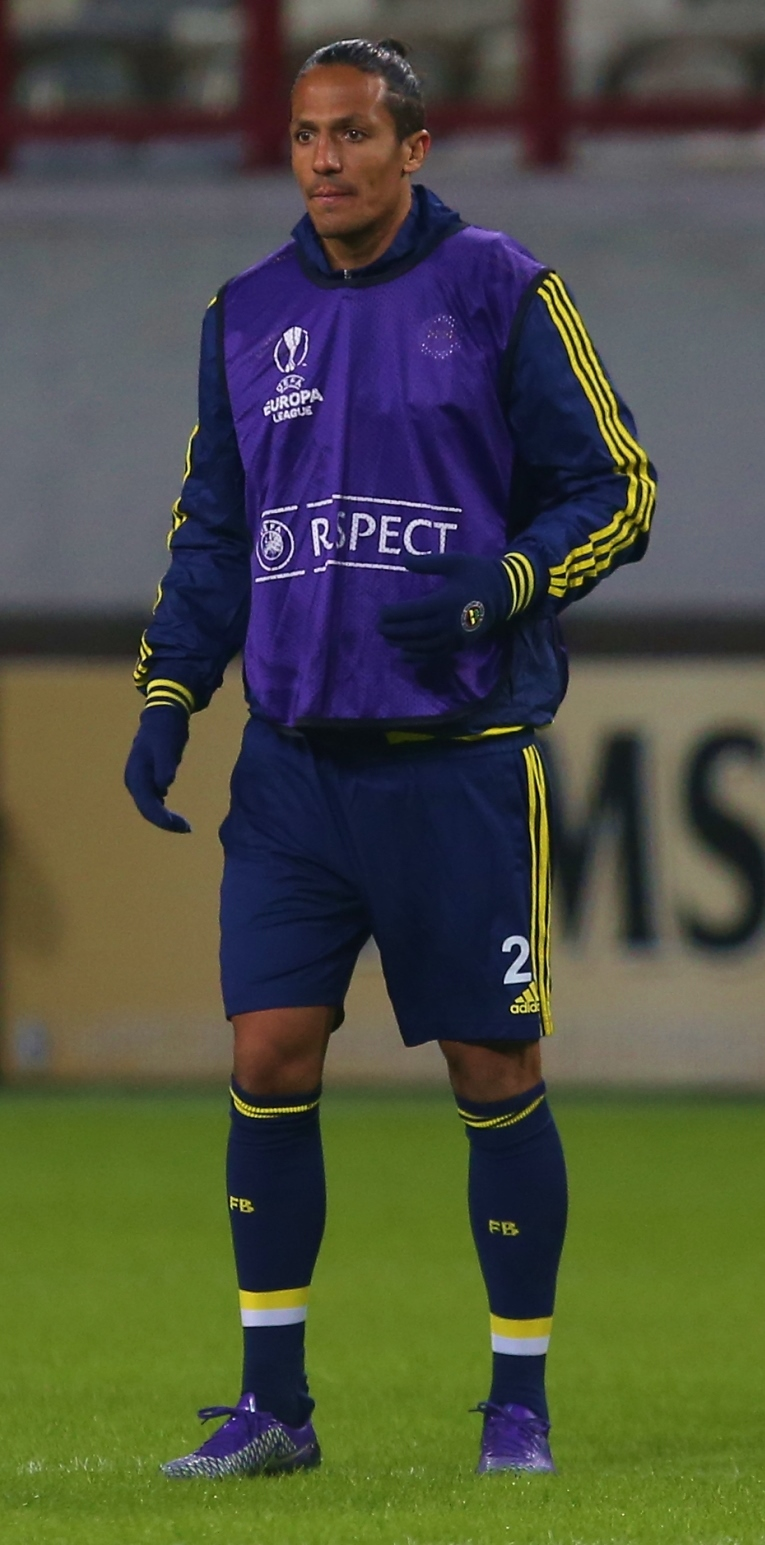
Bruno Alves v roce 2016

Bruno Eduardo Regufe Alves [brunu alveš] (* 27. listopadu 1981, Póvoa de Varzim, Portugalsko) je bývalý portugalský fotbalový obránce s brazilskými kořeny. Hrál na pozici stopera (středního obránce). Mimo Portugalsko působil na klubové úrovni v Řecku, Rusku, Turecku a Itálii, trofeje sbíral v Portugalsku, Rusku a Turecku.
Jeho bratři Geraldo a Júlio jsou také fotbalisté.

## Reprezentační kariéra
Alves reprezentoval Portugalsko v mládežnických kategoriích U20 a U21.
V A-mužstvu Portugalska debutoval 5. 6. 2007 v přátelském zápase v Kuwait City proti domácí reprezentaci Kuvajtu (remíza 1:1).
Zúčastnil se EURA 2008 v Rakousku a Švýcarsku, MS 2010 v Jihoafrické republice, EURA 2012 v Polsku a na Ukrajině a MS 2014 v Brazílii.

Trenér portugalského národního týmu Fernando Santos jej zařadil i do závěrečné 23členné nominace na EURO 2016 ve Francii.

## Vyznamenání
| Stát        | Stuha | Název                    | Datum udělení     |
| ----------- | ----- | ------------------------ | ----------------- |
| Portugalsko |       | Komandér Řádu za zásluhy | 10. července 2016 |